# Чемпионат СНГ по хоккею с мячом 1991/1992
Чемпионат СНГ по хоккею с мячом проходил с 20 ноября 1991 года по 13 марта 1992 года.
Двухкруговой турнир 16 команд. Все команды, за исключением алма-атинского «Динамо», представляли Россию. Сыграно 240 матчей, в них забито 1809 мячей.
Единственным чемпионом СНГ стала команда «Зоркий» (Красногорск).

## Высшая лига

### Матчи чемпионата
| М  | Команда                     | 1        | 2        | 3        | 4        | 5        | 6        | 7        | 8       | 9        | 10       | 11      | 12       | 13      | 14       | 15       | 16       | В  | Н | П  | Мячи             | О  |
| -- | --------------------------- | -------- | -------- | -------- | -------- | -------- | -------- | -------- | ------- | -------- | -------- | ------- | -------- | ------- | -------- | -------- | -------- | -- | - | -- | ---------------- | -- |
| 1  | «Зоркий» (Красногорск)      |          | 4:2 4:4  | 9:2 3:5  | 5:1 6:4  | 6:3 3:6  | 13:4 4:1 | 12:1 5:5 | 3:2 8:2 | 5:2 4:2  | 6:2 9:3  | 5:1 5:5 | 7:0 1:1  | 6:3 7:3 | 5:1 7:0  | 13:0 8:1 | 7:0 6:1  | 24 | 4 | 2  | 186 − 67 = + 119 | 52 |
| 2  | СКА (Екатеринбург)          | 4:4 2:4  |          | 5:0 3:7  | 3:1 1:3  | 5:3 5:3  | 4:2 4:4  | 9:5 10:3 | 8:5 2:0 | 11:1 6:5 | 2:1 2:4  | 3:1 4:2 | 3:2 6:2  | 9:3 3:5 | 4:5 4:2  | 10:3 6:2 | 10:2 5:3 | 22 | 2 | 6  | 153 − 87 = + 66  | 46 |
| 3  | «Динамо» (Алма-Ата)         | 5:3 2:9  | 7:3 0:5  |          | 6:4 4:2  | 7:3 5:3  | 18:3 2:4 | 8:2 0:3  | 8:3 2:0 | 16:6 4:4 | 4:4 5:7  | 4:1 5:3 | 6:1 5:4  | 4:0 1:2 | 9:3 8:3  | 14:3 3:5 | 7:6 3:2  | 21 | 2 | 7  | 172 − 101 = + 71 | 44 |
| 4  | «Водник» (Архангельск)      | 4:6 1:5  | 3:1 1:3  | 2:4 4:6  |          | 10:3 3:5 | 8:1 12:0 | 4:2 2:4  | 5:2 2:4 | 8:1 2:3  | 5:1 3:1  | 4:0 5:1 | 7:4 5:1  | 8:2 5:5 | 6:1 3:5  | 8:3 3:4  | 8:0 6:2  | 18 | 1 | 11 | 147 − 80 = + 67  | 37 |
| 5  | «Енисей» (Красноярск)       | 6:3 3:6  | 3:5 3:5  | 3:5 3:7  | 5:3 3:10 |          | 1:6 2:4  | 5:2 2:2  | 7:3 5:4 | 4:2 3:4  | 4:5 4:4  | 3:1 1:1 | 8:4 4:1  | 3:2 4:5 | 8:1 7:4  | 5:4 4:1  | 9:3 6:4  | 16 | 3 | 11 | 128 − 111 = + 17 | 35 |
| 6  | «Саяны» (Абакан)            | 1:4 4:13 | 4:4 2:4  | 4:2 3:18 | 0:12 1:8 | 4:2 6:1  |          | 3:1 1:1  | 6:3 3:4 | 3:2 4:3  | 5:2 3:5  | 4:2 3:4 | 10:5 1:4 | 6:1 4:3 | 3:2 4:4  | 7:2 4:9  | 12:0 1:2 | 15 | 3 | 12 | 116 − 127 = − 11 | 33 |
| 7  | СКА (Хабаровск)             | 5:5 1:12 | 3:10 5:9 | 3:0 2:8  | 4:2 2:4  | 2:2 2:5  | 1:1 1:3  |          | 3:2 3:3 | 0:1 2:3  | 7:3 7:2  | 6:3 2:1 | 1:1 2:4  | 4:3 4:1 | 7:5 5:3  | 1:1 3:4  | 8:1 2:6  | 12 | 6 | 12 | 98 − 108 = − 10  | 30 |
| 8  | «Локомотив» (Иркутск)       | 2:8 2:3  | 0:2 5:8  | 0:2 3:8  | 4:2 2:5  | 4:5 3:7  | 4:3 3:6  | 3:3 2:3  |         | 5:3 3:2  | 8:2 6:2  | 3:2 0:3 | 9:2 4:3  | 6:2 7:5 | 8:3 0:3  | 4:2 3:3  | 4:3 3:6  | 14 | 2 | 14 | 110 − 111 = − 1  | 30 |
| 9  | «Старт» (Нижний Новгород)   | 2:4 2:5  | 5:6 1:11 | 4:4 6:16 | 3:2 1:8  | 4:3 2:4  | 3:4 2:3  | 3:2 1:0  | 2:3 3:5 |          | 6:2 4:2  | 2:1 2:5 | 6:2 2:3  | 4:3 2:5 | 3:1 3:3  | 2:1 1:1  | 9:0 +:−  | 13 | 3 | 14 | 90 − 109 = − 19  | 29 |
| 10 | «Кузбасс» (Кемерово)        | 3:9 2:6  | 4:2 1:2  | 7:5 4:4  | 1:3 1:5  | 4:4 5:4  | 5:3 2:5  | 2:7 3:7  | 2:6 2:8 | 2:4 2:6  |          | 4:0 2:2 | 3:2 4:4  | 4:3 2:3 | 10:2 6:3 | 6:3 3:4  | 4:1 3:2  | 12 | 4 | 14 | 103 − 119 = − 16 | 28 |
| 11 | «Полёт» (Омск)              | 5:5 1:5  | 2:4 1:3  | 3:5 1:4  | 1:5 0:4  | 1:1 1:3  | 4:3 2:4  | 1:2 3:6  | 3:0 2:3 | 5:2 1:2  | 2:2 0:4  |         | 3:2 4:5  | 2:2 2:1 | 4:1 1:2  | 4:2 4:1  | 6:1 4:4  | 9  | 5 | 16 | 73 − 88 = − 15   | 23 |
| 12 | «Строитель» (Сыктывкар)     | 1:1 0:7  | 2:6 2:3  | 4:5 1:6  | 1:5 4:7  | 1:4 4:8  | 4:1 5:10 | 4:2 1:1  | 3:4 2:9 | 3:2 2:6  | 4:4 2:3  | 5:4 2:3 |          | 5:3 2:2 | 3:4 2:2  | 3:1 5:2  | 8:2 4:4  | 8  | 6 | 16 | 89 − 121 = − 32  | 22 |
| 13 | «Сибсельмаш» (Новосибирск)  | 3:7 3:6  | 5:3 3:9  | 2:1 0:4  | 5:5 2:8  | 5:4 2:3  | 3:4 1:6  | 1:4 3:4  | 5:7 2:6 | 5:2 3:4  | 3:2 3:4  | 1:2 2:2 | 2:2 3:5  |         | 3:2 2:7  | 6:1 3:2  | 9:4 2:3  | 9  | 3 | 18 | 92 − 123 = − 31  | 21 |
| 14 | «Вымпел» (Калининград)      | 0:7 1:5  | 2:4 5:4  | 3:8 3:9  | 5:3 1:6  | 4:7 1:8  | 4:4 2:3  | 3:5 5:7  | 3:0 3:8 | 3:3 1:3  | 3:6 2:10 | 2:1 1:4 | 2:2 4:3  | 7:2 2:3 |          | 8:2 7:3  | 2:4 2:7  | 8  | 3 | 19 | 91 − 141 = − 50  | 19 |
| 15 | «Динамо» (Москва)           | 1:8 0:13 | 2:6 3:10 | 5:3 3:14 | 4:3 3:8  | 1:4 4:5  | 9:4 2:7  | 4:3 1:1  | 3:3 2:4 | 1:1 1:2  | 4:3 3:6  | 1:4 2:4 | 2:5 1:3  | 2:3 1:6 | 3:7 2:8  |          | 6:4 4:4  | 6  | 4 | 20 | 80 − 156 = − 76  | 16 |
| 16 | «Североникель» (Мончегорск) | 1:6 0:7  | 3:5 2:10 | 2:3 6:7  | 2:6 0:8  | 4:6 3:9  | 2:1 0:12 | 6:2 1:8  | 6:3 3:4 | −:+ 0:9  | 2:3 1:4  | 4:4 1:6 | 4:4 2:8  | 3:2 4:9 | 7:2 4:2  | 4:4 4:6  |          | 6  | 3 | 21 | 81 − 160 = − 79  | 15 |

1. В верхних строках таблицы приведены результаты домашних матчей, а в нижних-результаты игр на выезде.

### Итоговая таблица чемпионата
| М  | Команда                     | И  | В  | Н | П  | Мячи      | ±    | О  |
| -- | --------------------------- | -- | -- | - | -- | --------- | ---- | -- |
| 1  | «Зоркий» (Красногорск)      | 30 | 24 | 4 | 2  | 186 − 67  | +119 | 52 |
| 2  | СКА (Екатеринбург)          | 30 | 22 | 2 | 6  | 153 − 87  | +66  | 46 |
| 3  | «Динамо» (Алма-Ата)         | 30 | 21 | 2 | 7  | 172 − 101 | +71  | 44 |
| 4  | «Водник» (Архангельск)      | 30 | 18 | 1 | 11 | 147 − 80  | +67  | 37 |
| 5  | «Енисей» (Красноярск)       | 30 | 16 | 3 | 11 | 128 − 111 | +17  | 35 |
| 6  | «Саяны» (Абакан)            | 30 | 15 | 3 | 12 | 116 − 127 | −11  | 33 |
| 7  | СКА (Хабаровск)             | 30 | 12 | 6 | 12 | 98 − 108  | −10  | 30 |
| 8  | «Локомотив» (Иркутск)       | 30 | 14 | 2 | 14 | 110 − 111 | −1   | 30 |
| 9  | «Старт» (Нижний Новгород)   | 30 | 13 | 3 | 14 | 90 − 109  | −19  | 29 |
| 10 | «Кузбасс» (Кемерово)        | 30 | 12 | 4 | 14 | 103 − 119 | −16  | 28 |
| 11 | «Полёт» (Омск)              | 30 | 9  | 5 | 16 | 73 − 88   | −15  | 23 |
| 12 | «Строитель» (Сыктывкар)     | 30 | 8  | 6 | 16 | 89 − 121  | −32  | 22 |
| 13 | «Сибсельмаш» (Новосибирск)  | 30 | 9  | 3 | 18 | 92 − 123  | −31  | 21 |
| 14 | «Вымпел» (Калининград)      | 30 | 8  | 3 | 19 | 91 − 141  | −50  | 19 |
| 15 | «Динамо» (Москва)           | 30 | 6  | 4 | 20 | 80 − 156  | −76  | 16 |
| 16 | «Североникель» (Мончегорск) | 30 | 6  | 3 | 21 | 81 − 160  | −79  | 15 |

И — игры, В — выигрыши, Н — ничьи, П — проигрыши, Мячи — забитые и пропущенные голы, ± — разница голов, О — очки

### Составы команд и статистика игроков
1. «Зоркий» (Красногорск) (18 игроков): Вадим Богатов (20), Александр Господчиков (27) — Владимир Балаев (22; 0), Владимир Баранов (30; 0), Николай Горелов (28; 1), Александр Горский (20; 0), Андрей Антонов (19; 0), Андрей Блынский (25; 4), Валерий Грачёв (29; 29), Александр Епифанов (30; 3), Константин Залетаев (29; 22), Сергей Матюшичев (29; 3), Александр Шишкин (30; 16), Вячеслав Архипкин (29; 60), Сергей Глухов (14; 1), Михаил Климов (29; 46). В составе команды также выступали Сергей Смирнов (7; 1), Дмитрий Солодов (1; 0).
2. СКА (Екатеринбург) (22 игрока): Игорь Васюков (29), Эдуард Найденков (29) — Александр Артемьев (30; 1), Вадим Мокин (30; 3), Олег Полев (30; 8), Андрей Санников (21; 0), Сергей Топычканов (30; 0), Сергей Балдин (27; 3), Андрей Зверев (15; 0), Сергей Ин-Фа-Лин (30; 5), Игорь Коноплёв (30; 3), Вячеслав Мамочкин (30; 2), Александр Николаенко (12; 0), Сергей Таранов (1971 г.р.) (29; 0), Леонид Вострецов (30; 7), Александр Дрягин (29; 11), Леонид Жаров (30; 36), Александр Кондаков (28; 0), Евгений Опытов (23; 33), Александр Ямцов (30; 41). В составе команды также выступал Сергей Николаев (8; 0), Сергей Пискунов (3; 0).
3. «Динамо» (Алма-Ата) (19 игроков): Дмитрий Вилкин (20), Аркадий Ляпин (30) — Владимир Воробьёв (12; 0), Владимир Набер (29; 5), Юрий Чурсин (30; 13), Алексей Никишов (30; 11), Владислав Новожилов (30; 4), Сергей Смольников (15; 0), Игорь Фаттахов (30; 1), Николай Шмик (30; 0), Геннадий Гапоненко (18; 0), Алексей Загарских (15; 0), Алексей Курочкин (27; 12), Андрей Маряшин (30; 21), Андрей Тимушев (30; 4), Олег Чернов (28; 38), Ринат Шамсутов (30; 62). В составе команды также выступали Виталий Умрихин (5; 0), Сергей Чесалов (5; 1).
4. «Водник» (Архангельск) (21 игрок): Владимир Петухов (6), Александр Синицын (29), Ильяс Хандаев (25) — Олег Батов (30; 2), Алексей Белов (7; 0), Дмитрий Вяленко (30; 0), Игорь Гапанович (30; 35), Юрий Зайцев (30; 2), Александр Зинкевич (30; 27), Александр Киприянов (24; 0), Игорь Крапивин (30; 1), Олег Незнамов (15; 2), Александр Романюк (30; 0), Дмитрий Силинский (30; 41), Юрий Синицын (30; 0), Андрей Стук (30; 11), Эдуард Трифонов (28; 4), Дмитрий Шеховцов (30; 5), Николай Ярович (30; 16). В составе команды также выступали Вячеслав Серов (1; 0), Сергей Фирсов (6; 1).
5. «Енисей» (Красноярск) (20 игроков): Виктор Казанов (27), Михаил Лещинский (12), Андрей Моисеев (12) — Игорь Бондаренко (30; 1), Александр Вторых (30; 15), Евгений Есин (28; 0), Евгений Колосов (27; 1), Юрий Лахонин (30; 3), Анатолий Липовецкий (16; 0), Владимир Митрюшкин (13; 12), Сергей Политов (30; 0), Игорь Рябчевский (20; 0), Валерий Савин (30; 52), Владимир Сергеев (30; 12), Андрей Сизов (29; 0), Юрий Геннадьевич Соколов (14; 17), Юрий Третьяков (30; 12), Сергей Шувалов (30; 0), Дмитрий Щетинин (30; 3). В команде также выступил Виталий Савлук (1; 0).
6. «Саяны» (Абакан) (18 игроков): Дмитрий Кремзуков (30), Игорь Лопухин (30) − Игорь Вершинин (30; 1), Андрей Галеев (29; 30), Васил Гисматулин (30; 13), Сергей Дубинин (23; 0), Николай Ельчанинов (30; 36), Евгений Ерахтин (30; 11), Андрей Калинин (29; 12), Сергей Кулагин (30; 1), Иван Кунстман (29; 1), Сергеий Кухтинов (30; 4), Александр Некрасов (17; 0), Андрей Петрухин (26; 1), Сергей Родин (30; 0), Владимир Савин (30; 1), Алексей Терентьев (26; 3), Александр Черменин (30; 2).
7. СКА (Хабаровск) (21 игрок): Сергей Бурдюхов (29), Владимир Шестаков (25) − Евгений Березовский (16; 17), Александр Волков (29; 0), Раис Гайфуллин (30; 0), Юрий Горностаев (30; 12), Константин Ерёменко (30; 0), Алексей Жеребков (30; 24), Владислав Каверин (24; 6), Максим Легаев (19; 0), Александр Леонов (30; 5), Алексей Максаков (30; 7), Александр Мишкин (30; 5), Игорь Осипов (30; 6), Андрей Петров (15; 1), Вячеслав Саломатов (30; 14), Алексей Художилов (16; 1). В команде также выступали Алексей Кульков (1; 0), Антон Попков (3; 0), Александр Прасолов (9; 0) и Валерий Чухлов (3; 0).
8. «Локомотив» (Иркутск) (18 игроков): Алексей Баженов (30), Сергей Иванович Лазарев (27) — Сергей Березовский (30; 17), Александр Васильев (14; 0), Евгений Гришин (30; 32), Сергей Домышев (30; 7), Василий Донских (30; 2), Виктор Захаров (30; 0), Александр Здор (30; 13), Василий Карелин (14; 0), Василий Никитин (30; 3), Михаил Никитин (28; 16), Виталий Похоев (25; 0), Сергей Семёнов (28; 3), Сергей Черняев (30; 2), Михаил Шалаев (28; 0), Алексей Шипилов (29; 0), Руслан Шувалов (30; 15).
9. «Старт» (Нижний Новгород) (19 игроков): Николай Домненков (27), Вячеслав Рябов (28) — Игорь Агапов (29; 8), Андрей Бегунов (24; 12), Александр Вихарев (29; 1), Павел Гаврилов (28; 5), Евгений Горячев (23; 0), Олег Лаврентьев (29; 0), Логинов Юрий (29; 14), Виктор Митрофанов (29; 5), Вадим Морозов (29; 29), Валерий Осипов (29; 0), Игорь Пьянов (29; 10), Шамиль Сафиулин (29; 0), Денис Чернов (22; 0), Игорь Чиликин (29; 4), Олег Шестеров (29; 0). В команде также выступали Тимофей Игнатенков (1; 0) и Дмитрий Чекулаев (4; 2).
10. «Кузбасс» (Кемерово) (22 игрока): Николай Горбунов (11), Владислав Нужный (29), Вадим Шовейников (23) — Владимир Баздырев (29; 0), Сергей Васильев (26; 0), Юрий Витухин (30; 22), Вадим Губарев (28; 15), Дмитрий Катасонов (21; 0), Владимир Киндсфатер (29; 3), Сергей Лихачёв (30; 10), Сергей Мяус (27; 0), Юрий Никитин (30; 12), Андрей Пфейф (30; 1), Николай Сёмин (23; 1), Евгений Смолянинов (30; 0), Валерий Тараканов (28; 0), Игорь Тараканов (29; 12), Сергей Тарасов (28; 27). В команде также выступали Александр Еремеев (7; 0), Юрий Кулишев (1; 0), Игорь Романов (1; 0) и Алексей Федосов (5; 0).
11. «Полёт» (Омск) (19 игроков): Александр Лапотко (29), Максим Нужный (1), Сергей Речкин (30) − Тимофей Андреев (30; 2), Евгений Дементьев (11; 0), Андрей Кобелев (30; 10), Владимир Кузьмин (30; 6), Евгений Лесников (29; 1), Игорь Листопад (30; 8), Юрий Никульшин (29; 7), Юрий Полстянов (30; 5), Сергей Поркулевич (17; 0), Юрий Самсонов (30; 0), Алексей Устюжанин (30; 5), Юрий Ухов (30; 7), Сергей Фисенко (30; 3), Константин Хорошилов (28; 0), Олег Чекубаш (28; 0), Юрий Шкурко (30; 19).
12. «Строитель» (Сыктывкар) (18 игроков): Николай Зыкин (21), Сергей Морозов (21) — Эдуард Бай (28; 11), Игорь Глубоков (30; 7), Алексей Другов (30; 8), Александр Ларионов (25; 3), Вячеслав Леготин (30; 2), Александр Мальцев (17; 3), Владимир Марков (28; 15), Алексей Мартынец (14; 0), Борис Норкин (30; 6), Андрей Палёв (26; 0), Андрей Панин (28; 12), Александр Пасынков (25; 0), Александр Пестов (26; 0), Иван Угрюиов (30; 17), Олег Филимонов (28; 1), Павел Франц (28; 4).
13. «Сибсельмаш» (Новосибирск) (19 игроков): Александр Веденеев (22), Эдуард Вормсбехер (30), Олег Пшеничный (29) — Алексей Бурков (30; 0), Сергей Васильев (28; 1), Игорь Войтович (30; 4), Владислав Дегальцев (30; 1), Игорь Казарин (25; 13), Евгений Калистратов (30; 0), Николай Коновалов (30; 0), Дмитрий Копнин (30; 15), Андрей Кузнецов (30; 0), Александр Лопатин (30; 0), Валерий Панченко (27; 0), Сергей Рогулёв (29; 0), Андрей Филиппов (30; 33), Борис Целищев (18; 0), Олег Чубинский (30; 5), Михаил Юрьев (29; 20).
14. «Вымпел» (Калининград) (21 игрок): Виктор Гамаюнов (29), Вадим Спинка (21) − Андрей Баданин (30; 23), Владимир Бакурский (30; 22), Александр Беликов (30; 6), Александр Берёзин (4; 4), Михаил Вороцков (30; 0), Олег Гончаров (30; 13), Павел Грызлов (29; 0), Сергей Гуторов (30; 6), Сергей Конаков (26; 14), Сергей Котов (18; 0), Александр Кукушкин (27; 0), Михаил Курыгин (29; 0), Алексей Оськин (30; 1), Алексей Чугунов (30; 1). В команде также выступали Виталий Баданин (9; 0), Бородулин (5; 0), Алексей Ерошин (1; 0), Олег Корпалёв (7; 1) и Алексей Павлов (3; 0).
15. «Динамо» (Москва) (17 игроков): Константин Кравец (4; −2), Сергей Лазарев (20; −66), Александр Степанов (26; −89) − Сергей Безобразов (30; 4), Александр Ермолаев (30; 20), Алексей Золотарёв (29; 1), Андрей Кукушкин (29; 16), Андрей Локушин (30; 8), Александр Михалёв (27; 0), Андрей Нуждинов (30; 2), Андрей Плавунов (18; 0), Максим Потешкин (30; 15), Дмитрий Русин (30; 0), Сергей Салягин (27; 0), Вадим Семёнов (30; 2), Михаил Свешников (29; 11), Артур Фёдоров (26; 1) .
16. «Североникель» (Мончегорск) (18 игроков): Виктор Каменев (19) Виктор Семенюк (29; 0) − Константин Аврясов (28; 0), Анатолий Бунеев (29; 0), Олег Горбов (28; 2), Николай Ефремов (28; 0), Эдуард Замарин (24; 2), Игорь Коняхин (22; 13), Андрей Макаров (28; 8), Сергей Покидов (29; 41), Андрей Савичев (25; 1), Александр Саксонов (21; 1), Эдуард Саксонов (29; 0), Николай Салин (29; 11), Юрий Сугоняка (28; 0), Феликс Тарасов (29; 2), Александр Тяглик (28; 0). В команде также выступали Сергей Ширшов (2; 0).

Лучший бомбардир — Ринат Шамсутов («Динамо» Алма-Ата) — 62 мяча.
По итогам сезона определён список 22-х лучших игроков.

## Первая лига
Соревнования прошли с 23 ноября 1991 по 8 марта 1992 года. 23 команды были разделены на две подгруппы. Победители групп в играх между собой определили право играть в высшей лиге. Переходной турнир за право играть в высшей лиге не проводился.

## Вторая лига
Соревнования прошли с 23 ноября 1991 по 9 марта 1992 года.

### Первая группа
В первую лигу должен был выходить только победитель турнира, а команда, занявшая второе место должна была участвовать в переходном турнире с двумя аутсайдерами первой лиги. Однако переходный турнир был отменён, и все призёры получили возможность выступать в первой лиге.
| М  | Команда                      | 1                | 2                | 3               | 4                | 5               | 6                | 7                | 8                | 9                | 10               | В  | Н | П  | Мячи             | О  |
| -- | ---------------------------- | ---------------- | ---------------- | --------------- | ---------------- | --------------- | ---------------- | ---------------- | ---------------- | ---------------- | ---------------- | -- | - | -- | ---------------- | -- |
| 1  | «Спартак» (Павлово-на-Оке)   |                  | 2:5 8:2 1:5 0:5  | 3:1 8:2 4:6 1:3 | 10:1 7:1 4:2 2:2 | 4:5 8:1 1:3 4:3 | 8:2 9:4 6:2 5:3  | 4:0 4:0 4:6 4:3  | 2:1 5:2 2:1 3:1  | 10:1 7:3 7:4 7:2 | 6:2 7:0 3:1 9:1  | 27 | 1 | 8  | 179 − 86 = + 93  | 55 |
| 2  | «Лесохимик» (Усть-Илимск)    | 5:1 5:0 5:2 2:8  |                  | 4:3 0:0 0:2 1:2 | 5:2 6:0 3:7 1:2  | +:− +:− 3:6 4:4 | 4:2 2:1 3:4 3:5  | +:− +:− 6:3 3:3  | 7:4 5:1 2:1 5:3  | +:− +:− 2:0 9:1  | 10:1 9:3 5:1 3:0 | 25 | 3 | 8  | 122 − 72 = + 50  | 53 |
| 3  | «Подшипник» (Самара)         | 6:4 3:1 1:3 2:8  | 2:0 2:1 3:4 0:0  |                 | 5:3 3:0 2:7 1:1  | 2:0 3:1 1:1 1:1 | +:− +:− 4:7 3:8  | 4:2 4:1 2:3 4:3  | 5:1 6:2 4:3 1:6  | 6:4 7:3 4:5 4:1  | 6:1 9:1 4:1 3:0  | 23 | 4 | 9  | 117 − 87 = + 30  | 50 |
| 4  | «Энергия» (Свирск)           | 2:4 2:2 1:10 1:7 | 7:3 2:1 2:5 0:6  | 7:2 1:1 3:5 0:3 |                  | +:− +:− 1:7 1:0 | 3:1 3:1 4:3 0:4  | 4:3 7:2 1:7 0:0  | 7:5 6:2 2:2 2:5  | +:− +:− 2:4 2:2  | 3:1 3:1 7:3 3:3  | 18 | 6 | 12 | 89 − 105 = − 16  | 42 |
| 5  | «Бумажник» (Сыктывкар)       | 3:1 3:4 5:4 1:8  | 6:3 4:4 −:+ −:+  | 1:1 1:1 0:2 1:3 | 7:1 0:1 −:+ −:+  |                 | 4:2 7:5 3:7 4:7  | 3:3 4:1 2:6 4:3  | +:− +:− 7:3 0:3  | 3:2 6:1 8:4 8:4  | 6:3 9:2 8:1 3:2  | 19 | 4 | 13 | 121 − 92 = + 29  | 42 |
| 6  | «АстроВАЗ» (Мурманск)        | 2:6 3:5 2:8 4:9  | 4:3 5:3 2:4 1:2  | 7:4 8:3 −:+ −:+ | 3:4 4:0 1:3 1:3  | 7:3 7:4 2:4 5:7 |                  | 4:1 5:0 1:6 1:3  | 8:3 8:5 4:5 4:3  | 8:1 3:2 3:1 3:1  | 6:0 13:2 5:1 2:1 | 20 | 0 | 16 | 146 − 110 = + 36 | 40 |
| 7  | «Никельщик» (Верхний Уфалей) | 6:4 3:4 0:4 0:4  | 3:6 3:3 −:+ −:+  | 3:2 3:4 2:4 1:4 | 7:1 0:0 3:4 2:7  | 6:2 3:4 3:3 1:4 | 6:1 3:1 1:4 0:5  |                  | 5:0 4:3 1:2 2:5  | 9:0 5:1 5:6 1:4  | 10:0 4:2 6:3 3:1 | 14 | 3 | 19 | 114 − 102 = + 12 | 31 |
| 8  | «Уран» (Дзержинский)         | 1:2 1:3 1:2 2:5  | 1:2 3:5 4:7 1:5  | 3:4 6:1 1:5 2:6 | 2:2 5:2 5:7 2:6  | 3:7 3:0 −:+ −:+ | 5:4 3:4 3:8 5:8  | 2:1 5:2 0:5 3:4  |                  | 4:3 3:2 4:3 4:1  | 7:2 11:1 6:3 2:3 | 13 | 1 | 22 | 113 − 125 = − 12 | 27 |
| 9  | «Торпедо» (Мытищи)           | 4:7 2:7 1:10 3:7 | 0:2 1:9 −:+ −:+  | 5:4 1:4 4:6 3:7 | 4:2 2:2 −:+ −:+  | 4:8 4:8 2:3 1:6 | 1:3 1:3 1:8 2:3  | 6:5 4:1 0:9 1:5  | 3:4 1:4 3:4 2:3  |                  | 6:2 3:3 8:3 5:6  | 6  | 2 | 28 | 88 − 158 = − 70  | 14 |
| 10 | «Криогенмаш» (Балашиха)      | 1:3 1:9 2:6 0:7  | 1:5 0:3 1:10 3:9 | 1:4 0:3 1:6 1:9 | 3:7 3:3 1:3 1:3  | 1:8 2:3 3:6 2:9 | 1:5 1:2 0:6 2:13 | 3:6 1:3 0:10 2:4 | 3:6 3:2 2:7 1:11 | 3:8 6:5 2:6 3:3  |                  | 2  | 2 | 32 | 61 − 213 = − 152 | 6  |

- «Спартак» (Павлово-на-Оке) (19 игроков): А. Кадышев, А. Кирюхин − Д. Быков (37), С. Гладких (30), В. Горин (40), А. Евтеев (1), Г. Ионов (2), Е. Лопаточкин (18), Д. Лютов (4), В. Нючев (2), А. Привалов (11), А. Рычагов (15), А. Сакеев (1), А. Скворцов (2), С. Топорихин, С. Цветов, М. Чесноков (11), С. Чукавин (4), Е. Яшин (1). Главный тренер − А. В. Рычагов
- «Лесохимик» (Усть-Илимск) (16 игрок): Алексей Негрун, А. Троян − С. Болотских, А. Бочкарёв, А. Васильев, И. Волков, А. Галанин, В. Карелин, М. Кириллов, А. Малетин, Е. Мочалов, Д. Поляков, А. Проявин, Р. Разумов, Е. Трарин, С. Швецов. Главный тренер − Ю. В. Эдуардов, тренер − Б. Ф. Баринов.
- «Подшипник» (Самара) (18 игроков): А. Бакаев, С. Маркелов − В. Барабошин, В. Баранов (2), Э. Баюшев (39), В. Долгов (2), В. Исаев (1), В. Казаков (18), А. Крайнов (7), М. Миронов, А. Овсянников (3), С. Павлушкин (26), А. Платонов, В. Поликарпов (1), О. Сверчков (2), И. Сундеев (11), А. Сурков (5), А. Тимофеев. Главный тренер − Г. И. Казаков.

### Вторая группа
На предварительном этапе 46 команд, разбитые на восемь групп, определили победителей. В 1 − 4 группах команды играли в 4 круга с разъездами, в остальных − в один круг в одном городе (кроме зонального турнира в Баранчинском Свердловской области, где из-за неявок команд было принято решение провести турнир в два круга среди трех команд).
- Первая зона. Победитель «Универсал» (Саратов).
- Вторая зона. Победитель «Торпедо» (Сызрань).
- Третья зона. Победитель «Северский трубник» (Полевской).
- Четвёртая зона. Победитель «Сибирь» (Шушенское).
- Пятая зона. (Сызрань). Победитель «Портовик» (Архангельск).
- Шестая зона. (Баранчинский), Свердловская область. Победитель «Энергия» (Баранчинский).
- Седьмая зона. (Абакан), Хакасская автономная область. Победитель «Рассвет» (Красноярск).
- Восьмая зона. (Арсеньев). Победитель «Водник» (Хабаровск).

По положению о соревнованиях победители 5 − 8 групп в стыковых играх вели спор за два места в финальном турнире.
1. «Энергия» (Баранчинский) − «Портовик» (Архангельск) 2:5; 6:4; +:−; +:−. («Портовик» в Баранчинский не приехал).
2. «Рассвет» (Красноярск) от участия в стыковых матчах с «Водником» (Хабаровск) отказался.

#### Финальный турнир второй группы
Заключительный этап соревнований состоялся в Сызрани, Самарская область.
| М | Команда                         | 1    | 2   | 3   | 4    | 5    | 6    | В | Н | П | Мячи          | О |
| - | ------------------------------- | ---- | --- | --- | ---- | ---- | ---- | - | - | - | ------------- | - |
| 1 | «Торпедо» (Сызрань)             |      | 1:1 | 4:2 | 3:0  | 12:3 | 2:1  | 4 | 1 | 0 | 22 − 7 = + 15 | 9 |
| 2 | «Универсал» (Саратов)           | 1:1  |     | 5:1 | 2:3  | 6:3  | 6:2  | 3 | 1 | 1 | 20 − 10 = + 5 | 7 |
| 3 | «Водник» (Хабаровск)            | 2:4  | 1:5 |     | 2:1  | 4:2  | В:П  | 3 | 0 | 2 | ? − ? = ?     | 6 |
| 4 | «Северский трубник» (Полевской) | 0:3  | 3:2 | 1:2 |      | 3:2  | 10:2 | 3 | 0 | 2 | 17 − 11 = + 6 | 6 |
| 5 | «Энергия» (Баранчинский)        | 3:12 | 3:6 | 2:4 | 2:3  |      | В:П  | 1 | 0 | 4 | ? − ? = ?     | 2 |
| 6 | «Сибирь» (Шушенское)            | 1:2  | 2:6 | П:В | 2:10 | П:В  |      | 0 | 0 | 5 | ? − ? = ?     | 0 |

- Результат (без указания счета) матча «Энергия» (Баранчинский) — «Сибирь» (Шушенское) указан в газете «Кушвинский рабочий» за 21 марта 1992 года. В газете «Северский рабочий» (г. Полевской) за 1 апреля 1992 года указано, что команды «Водник» (Хабаровск) и «Северский трубник» (Полевской) набрали на финальном турнире по шесть очков, и «бронзовый» призёр был определен по результату личной встречи.

«Торпедо» (Сызрань): В. Евдокимович, Д. Захарчено, А. Ивойлов — В. Белов, М. Воробьёв, В. Казаков, А. Карягин, И. Кирюхин, В. Кузнецов, А. Лазарев (защ.), А. Лазарев (нап.), А. Мартынов, А. Миронов, А. Поляков, С. Распопов, О. Синяк, В. Слепов, В. Соколов, В. Шуняев.
Право выступать в первой группе первой лиги завоевал «Торпедо» (Сызрань).